# 吉田弘文
吉田 弘文（よしだ ひろふみ、1976年11月20日 - ）は、福岡県出身の元競艇選手。
登録番号3899。80期。同期には白井英治・重成一人など。ペラグループは「我勝手隊」に所属。弟子には小野生奈らがいる。

## 来歴
- 1997年5月22日、福岡競艇場｢一般競走｣でデビュー、初勝利。
- 1999年6月27日、児島競艇場｢一般競走｣で初優勝。
- 2004年2月1日、徳山競艇場｢第18回新鋭王座決定戦競走｣でG1初優出。
- 2007年3月21日、平和島競艇場｢第42回総理大臣杯｣でSG初優出。
- 2007年4月15日、琵琶湖競艇場｢開設55周年記念　びわこ大賞｣でG1初優勝。
- 2011年8月21日、蒲郡競艇場｢キリンカップ｣第10レースで通算1,000勝達成。
- 2015年12月3日、徳山競艇場一般戦での展示中に岸壁に激突し、大怪我を負う[1]。
- 2017年3月27日、登録消除・引退。

## グレードレース優勝歴

### G1
- 開設55周年記念　びわこ大賞（2007年4月15日・琵琶湖競艇場）
- ウェイキーカップ競走開設59周年記念（2013年9月10日・多摩川競艇場）

## 戦績
- 出走回数：4114回
- 1着回数：1362回
- 優出回数：199回
- 優勝回数：54回
- フライング(F)回数：25回
- 出遅れ(L)回数：0回
- 通算勝率：6.97
- 2連対率：53.77
- 3連対率：69.86
- 生涯獲得賞金：596,927,766円